# Încă un rând
Încă un rând (titlu original în daneză: Druk) este un film din 2020 regizat de Thomas Vinterberg după un scenariu de Vinterberg și Tobias Lindholm. Este o coproducție internațională între Danemarca, Țările de Jos și Suedia. Rolurile principale au fost interpretate de actorii Mads Mikkelsen, Thomas Bo Larsen, Magnus Millang și Lars Ranthe.
Filmul a avut premiera mondială la Festivalul Internațional de Film de la Toronto la 12 septembrie 2020 și a fost lansat în Danemarca pe 24 septembrie 2020 de Nordisk Film. La cea de-a 93-a ediție a Premiilor Oscar, filmul a câștigat Premiul Oscar pentru cel mai bun film străin și a fost, de asemenea, nominalizat Premiul Oscar pentru cel mai bun regizor. De asemenea, a câștigat Premiul BAFTA pentru cel mai bun film într‑o limbă străină și Premiul Academiei Europene de Film pentru cel mai bun film și a fost nominalizat la Premiul Globul de Aur pentru cel mai bun film într-o limbă străină.
Un remake american în limba engleză este planificat cu Leonardo DiCaprio în rolul principal și va fi produs de Appian Way Productions, Endeavour Content și Makeready.

## Prezentare
Patru profesori de liceu consumă alcool zilnic pentru a vedea cum asta le afectează viața socială și profesională.

## Distribuție
- Mads Mikkelsen - Martin
- Thomas Bo Larsen - Tommy
- Magnus Millang - Nikolaj
- Lars Ranthe - Peter
- Maria Bonnevie - Anika
- Helene Reingaard Neumann - Amalie
- Susse Wold - The Principal
- Magnus Sjørup - Jonas
- Silas Cornelius Van - Kasper
- Albert Rudbeck Lindhardt - Sebastian
- Martin Greis-Rosenthal - Overtjener
- Frederik Winther Rasmussen - Malthe
- Aksel Vedsegaard - Jason